# Adil Hermach
Adil Hermach (in arabo عادل حرماش‎?; Nîmes, 27 giugno 1986) è un allenatore di calcio ed ex calciatore francese naturalizzato marocchino, di ruolo centrocampista.

## Palmarès

### Club

#### Competizioni nazionali
- Ligue 2: 1

Lens: 2008-2009
- Coppa della Corona del Principe saudita: 3

Al-Hilal: 2011, 2012, 2013